# AD Большого Пса
AD Большого Пса (лат. AD Canis Majoris) — двойная затменная переменная звезда типа Алголя (EA) в созвездии Большого Пса на расстоянии приблизительно 3265 световых лет (около 1001 парсека) от Солнца. Видимая звёздная величина звезды — от +13,7m до +13,5m. Орбитальный период — около 0,7933 суток (19,039 часов).